# 张光熙
张光熙（？—2013年4月22日），山西临县人，中华人民共和国政治人物。
早年担任中共忻州地委、雁北地委办公室副主任，后任中共天镇县委书记，中共雁北地委委员、组织部部长，升任雁北地区人大工作联络组副组长等职。